# Fort Donelson ostroma
A Donelson erőd melletti ütközet az amerikai polgárháború  1862. február 11-e és február 16-a között vívott összecsapása volt a nyugati hadszíntéren. Az Uniós hadsereg elfoglalta a Tennessee és  Kentucky államok határán, a Cumberland folyó mentén épült erődöt, mellyel utat nyitott a déli országrész elleni invázióhoz. A katonai siker hírnevet szerzett az addig jórészt ismeretlen Ulysses S. Grant dandártábornoknak, akit vezérőrnaggyá léptettek elő és „Unconditional Surrender", vagyis feltétel nélküli megadás néven kezdtek emlegetni.
Az ütközetet Fort Henry 1862. február 6-án való sikeres elfoglalását követően vívták. Grant hadserege nagyjából 20 km-t haladt február 12-e és 13-a között Fort Donelson felé és több kisebb felderítő jellegű támadást indított. A hadseregében szolgáló katonák képezték a későbbi Tennessee-i hadsereg (Army of the Tennessee) magját. Február 14-én Andrew H. Foote admirális parancsnoksága alatt levő uniós hadihajók támadást intéztek az erőd falait lerombolandó, de Fort Donelson lövegeinek tüzében súlyos sérüléseket szenvedve visszavonulásra kényszerültek.
Február 15-én az erőd ostromgyűrűbe fogásakor a John B. Floyd dandártábornok vezette déli csapatok az ellenséget meglepő támadást indítottak, hogy utat nyissanak a Nashville irányában kivitelezni szándékolt kitöréshez. A sikert elérő déli támadás ténylegesen utat nyitott az északiak gyűrűjén, ám Floyd elvesztette lélekjelenlétét és visszavonta csapatait az erődhöz. Grant a csatatértől távol tartózkodott az összecsapás kezdetén, de visszatérte után ellentámadást indított. Másnap reggel Floyd  és helyettese Gideon J. Pillow dandártábornok átadta a parancsnokságot Simon B. Buckner későbbi kentucky kormányzónak, aki elfogadta a feltétel nélkül megadást és letette a fegyvert.

## Az ütközet háttere
A Fort Donelson mellett vívott ütközet Fort Henry február 6-i eleste után hat nappal kezdődött. Fort Henry Tennessee állam védvonalának közepén helyezkedett el és az erőd elfoglalása szabaddá tette a Tennessee folyón való uniós had- és utánpótlásmozgatást. Az erőd védői közül kb. 2500-an nem várták meg a bekerítést, hanem a kb. 20 kilométerre keletre levő  Fort Donelsonba vonultak vissza. Az erőd megadását követő napokban az uniós csapatok ellenőrzés alá vonták a dél felé vezető vasútvonalat, s ezzel lehetetlenné tették, hogy a Konföderáció erősítéseket küldhessen a környékre, s hatékonyabban védekezhessen az uniós túlerő ellen.
Fort Henry elestével a Konföderáció nehéz választás elé nézett. Grant hadserege beékelődött Albert Sidney Johnston tábornagy két fő erőssége közé. P. G. T. Beauregard tábornagy 12 000 katonája Columbust védte, William J. Hardee pedig 22 000 katonájával Bowling Greent. Fort Donelsonnál nagyjából 5000 fő állomásozott. Az uniósok megtámadhatták Columbus-t, vagy megtámadhatták Fort Donelsont, mely által Tennessee fővárosát, Nashville-t fenyegették, de akár Don Carlos Buell vezérőrnagy Louisville-ben levő 45 000 katonája egymagában is megtámadhatta Johnston erőit, Granttel a háta mögött. Johnston dühös volt, amiért az uniós ágyúnaszádok könnyedén két vállra fektették a Henry erődöt, mert nem értette meg az áradás kritikus szerepét a Tennessee folyót ellenőrző erősség elestében. A Buell jelentette fenyegetés jobban aggasztotta, mint Grant és a folyami műveleteket mindössze elterelésnek vélte.
Johnston halogatta a döntést, mellyel tulajdonképpen elismerte, a Dél-Kentuckyban átszakadt védelmi vonalat Tennessee-ben sem tudja a konföderációs stratégia helyreállítani. A február 7-én a Bowling Green-i Covington Hotelben tartott haditanácson úgy döntött, hogy Beauregard adja fel Columbust, és ürítsék ki Bowling Greent, majd az erőket a Cumberlandtől délre, Nashville védelmére összpontosítsák. Balsejtelmei ellenére hallgatott Beauregard azon tanácsára, hogy Donelsont további 12 000 katonával erősítse meg, mivel egy ottani kudarc egyben Tennessee középső vidékének elvesztését is jelentett volna, a fontos fegyvergyártó kapacitással bíró Nashville-lel együtt.

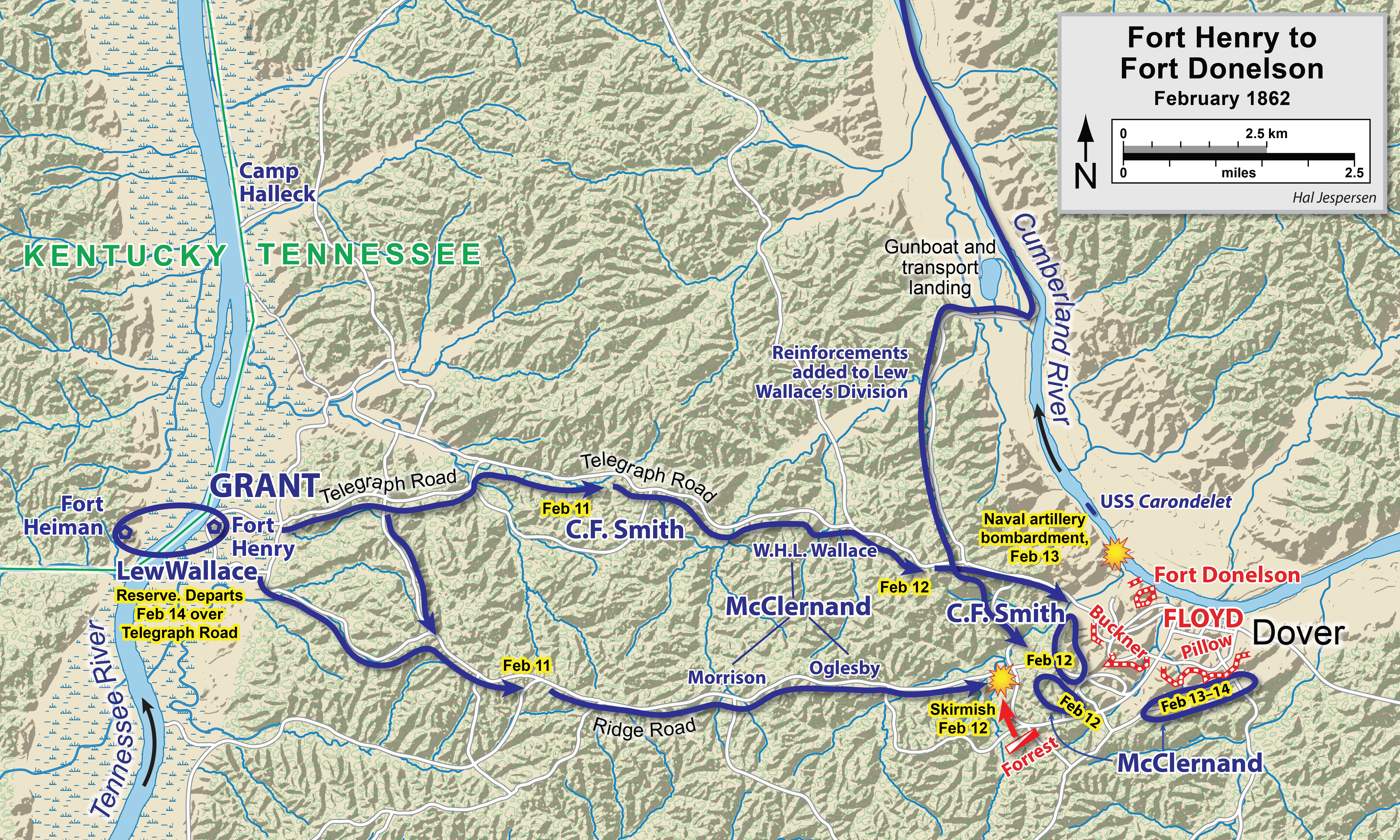
Fort Henry ostroma és a csapatmozgások Fort Donelson felé.
Konföderáció
Unió

Johnston Fort Donelson védelmét Beauregard-ra akarta bízni, aki a Bull Runnál már bizonyított, de a megbízatást Beauregard elhárította torokbetegsége miatt. Így John B. Floyd dandártábornok kapta a parancsnokságot, aki Virginia nyugati feléből, a keleti hadszíntérről érkezett egy Robert E. Lee parancsnoksága alatt elszenvedett kudarcot követően. Floydot északon korrupciós vád alapján körözték, valamint visszamenőlegesen azzal gyanúsították, hogy a Buchanan kabinet hadügyminisztereként a szecessziós tevékenységet támogatta (északon ez bűncselekménnyé avanzsált időközben). Floyd politikus volt, nem katona, ennek ellenére ő lett a rangidős dandártábornok a Cumberland mentén.
Henry W. Halleck vezérőrnagy, Grant parancsnoka és a Department of the Missouri (Missouri adminisztratív körzet) vezetője szintén nyugtalan volt. Előzőleg felhatalmazta Grantet Fort Henry elfoglalására, de úgy gondolta, hogy Fort Donelson ostroma már kockázatos lenne. Nem bízott Grant-ben és annak kezdeményezőképes rámenősségét túlbuzgóságnak tartotta. Halleck megpróbálta a nyugati hadszíntéren működő társparancsnokát, Don Carlos Buellt rávenni, hogy vegye át a művelet vezetését, s saját erejével is támogassa azt. Johnston ugyan jó véleménnyel volt róla, de Buell sokkal passzívabb volt mint Grant. Grant nem is sejtette, hogy Halleck leváltását fontolgatta, ám azzal annál inkább tisztában volt, hogy mindenféle késedelem, vagy hátrálás elveheti Halleck magabiztosságát, és lefújhatja a műveletet.
Február 6-án Grant táviratot küldött Hallecknek: "Fort Henry a miénk.–... 8-án be fogom venni Fort Donelsont, melyet követően visszatérek Fort Henry-be." Ez a saját kezűleg gyártott határidő három okból kifolyólag is túl optimistának bizonyult. A Donelsonba vezető húsz kilométeres út állapota, az áradó folyó által fenyegetett Fort Henryből való kirakodás emberszükséglete és Foote flottillájának a Henryvel vívott ágyúpárbaja során szerzett sérülései egyaránt késleltették a műveletet. Február 11-én kora reggel Grant haditanácsot tartott tábornokaival, s mind támogatták az erőd ellen intézett támadás tervét, kivéve John A. McClernand dandártábornokot, akinek fenntartásai voltak. Ez volt az utolsó haditanács, melyet Grant a polgárháború folyamán tartott.

## A szembenálló felek

### Az Unió
Grantnek a Cairo-i katonai körzet alá rendelt hadserege három hadosztályból állt, melyeket McClernand, Charles F. Smith és Lew Wallace dandártábornokok vezettek. A Donelson elleni támadás kezdetén Wallace Fort Henryben volt tartalékban. Parancsa szerint egy új hadosztályt kellett felállítania a gőzhajón érkező erősítésből, közte Charles Cruft dandárjából, melyet Buelltől kértek kölcsön. Február 14-én csapataival csatlakoznia kellett a támadáshoz. Két ezrednyi lovasság és nyolc tüzérségi üteg erősítette a gyaloghadosztályokat. Az uniós hadsereg összesen majdnem 25 000 főre rúgott.
Andrew H. Foote admirális Nyugati Ágyúnaszád Flotillája négy páncélozott naszádból (a USS St. Louis, USS Carondelet, USS Louisville és a USS Pittsburgh) és három faborítású naszádból (a USS Conestoga, USS Tyler, a USS Lexington) állt. A USS Essex és a USS Cincinnati Fort Henry ostrománál szerzett sérüléseit még nem javították ki.

### A Konföderáció
Floyd konföderációs katonasága kb. 17 000 főt számlált, mely három gyaloghadosztályból, az erőd helyőrségéből és lovasságból tevődött össze. Az egyik hadosztályt maga Floyd vezette, míg a teljes hadsereg felett át nem vette a parancsnokságot; akkotól Gabriel C. Wharton ezredes lett a parancsnoka. A másik kettőt Bushrod Johnson és Simon B. Buckner dandártábornokok vezették. Az erőd 1861 januárjában még a hadmérnök Johnson vezetése alatt állt, de Gideon J. Pillow dandártábornok rangban felette állt, így érkezésekor átvette a parancsnokságot. Pillow és Grant már összecsapott 1861-ben a Belmonti ütközetben. A február 9-én az erődbe érkező Pillow viszont később a rangban őfölötte álló Floydnak adta át a parancsnokságot. A helyőrség katonáit John W. Head ezredes vezette, a lovasságot pedig a később altábornagyi rangig emelkedő ezredes, Nathan Bedford Forrest.
Fort Donelson nevét Daniel S. Donelson dandártábornok után kapta, aki az erőd helyét 1861-ben kiválasztotta és az építést elkezdte. Ez az erőd jóval erősebb volt Fort Henry-nél, kb. 30 méter magas volt és 100 acre-nyi száraz föld volt az alapterülete a Cumberland folyó partján. Ellentétben Fort Henry-vel Donelsonból kiválóan lehetett lőni a folyón közeledő támadó naszádokat. A folyót ellenőrző lövegparkot tíz darab 32 fontos, két 9 fontos nem huzagolt csövű, egy 8 hüvelykes tarack, egy hat és fél hüvelykes (128 fontos) vontcsövű ágyú és egy tízhüvelykes Columbiad alkotta. Az erőd és Dover kisvárosa körül félkörben 5 km-nyi árok húzódott. A külső védelmi vonalat nyugatra a Hickman patak, keletre a Lick patak medre alkotta, míg északon hömpölygött a Cumberland folyó. A környék magaslati pontja körüli természetes akadályokat földbe szúrt és hegyes végével felfelé mutató farönkökkel, valamint tüzérséggel egészítették. Buckner és bowling greeni katonái álltak a Hickman patakra támaszkodó jobbszárnyon, Johnson és Pillow katonái pedig a balszárnyon, melynek vége a Cumberland folyó közelében volt. Sorrendben velük szemben balról jobbra Smith, a február 14-én érkező Lew Wallace és McClernand hadosztálya állt. McClernandnek nem volt elég embere, hogy a Lick patak túlsó oldalának elzárására, így azt őrizetlenül hagyták. A konföderációs állás közepén folyt a lápos Indián patak, melyet legfőképpen tüzérséggel ellenőriztek mindként oldalán.

## Az ütközet

### Előzetes csapatmozgás és összecsapások (Február 12–13)

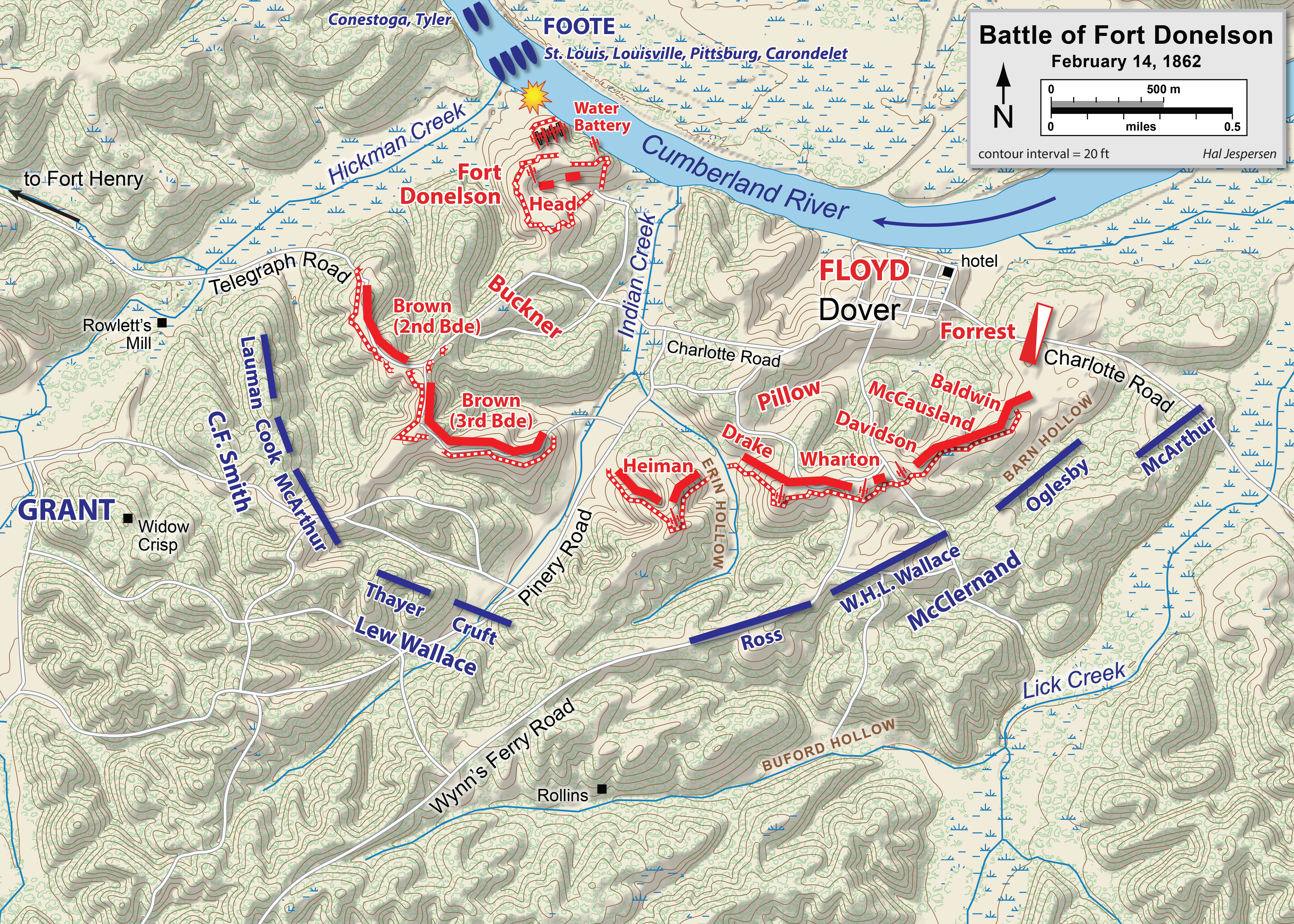
A felek pozíciója 1862. február 14-én

#### Az unió felvonulása
Fort Henry eleste után egy nappal, február 7-én Grant személyes felderítésre indult Donelson alá. A déliek sáncaitól körülbelül egy mérföldre megállva szemlélte meg a helyzetet. A folyók áradtak és már elnyeléssel fenyegették Fort Henryt, így arra kellett használnia embereit, hogy megmentsék az erődben zsákmányolt felszerelést a víztől. Folyami naszádjai sem álltak egyelőre rendelkezésre, így hiába látta, hogy a déliek erősítéseket vonnak össze és állásokat építenek ki, a támadás egyelőre nem indulhatott el. Február 12-én az uniós katonák zöme, vagyis két hadosztálya elhagyta Fort Henry-t, ahol addig az ágyúnaszádok visszatérésére vártak. A csapatok kb. 8 kilométert haladtak a két erőd között vezető két főbb út mentén. Egy Nathan Bedford Forrest vezette lovasportya a nap hátralevő részére megakasztotta az előrenyomulást. Forrest csapatait Buckner küldte ki, és mikor megpillantották McClernand hadosztályának egy részét, tüzet nyitottak. Az összecsapás addig tartott, míg Buckner parancsa meg nem érkezett az állásokba való visszatérésre. A lovasság visszahúzódása után az uniós csapatok közelebb értek a védelmi vonalhoz és elkezdték elzárni a konföderációsok lehetséges menekülési útvonalait. Ennek folyamán McClernand került a jobbszárnyra, míg C. F. Smith a balra. A USS Carondelet naszád ért fel először a folyón és harci felderítést végezve lőni kezdte az erődöt, majd visszahúzódott. Grant február 12-én érkezett a helyszínre és szállását a balszárny közelében, özv. Crispné házában ütötte fel.

#### A konföderációs erősítések érkezése
Február 9-én a frissen megérkezett Gideon Pillow vette át az erőd parancsnokságát és olyannyira elszánt volt, tisztjeinek tartott beszédében a Gondviselés segítségével nem csak az ellenség elűzését, de Fort Henry visszavételét tűzte ki célnak. Floyd azonban jóval szkeptikusabb volt a lehetőségeket illetően és nem akart Fort Donelsonban csapdába esni, mivel Johnston a saját belátására bízta, hogy mit tegyen Donelsonnal. Február 11-én a Russelville-ből előző nap az erődbe érkezett Buckner Floydtól jövő parancsot továbbított Pillow-nak, hogy mindkettőjük csapatai az erődön kívül a folyótól délre, Cumberland City közelében működjenek, ahonnét az uniós utánpótlási vonalakat támadhatják és a Nashville felé vezető visszavonulási utat is biztosíthatják. Ez azonban a Donelsont védő konföderációs erőket súlyos létszámhátrányba hozta volna. Pillow február 12-én kora reggel elindult, hogy Floydnak kifejtse ellenérveit, így Bucknernek adta az erőd parancsnokságát, azonban sietve visszatért, mikor ágyúzás zajára lett figyelmes. Ekkora már felhagyott a támadás gondolatával, de a közelben levő Floydnak azt táviratozta, hogy „Soha nem fogom önként feladni (ezen) állásomat és el vagyok szánva, hogy Isten segítségével meg is tartom.” Grant hadseregének megérkeztére reagálva február 13-án Johnston tábornagy utasította Floydot, hogy minden Clarksville-ben maradt egységét használja fel Fort Donelson védelmében. Floyd még aznap megérkezett az erődbe.
Február 13-án az uniós csapatok több kisebb, felderítő jellegű összecsapást kezdeményeztek, Grant fennálló parancsa ellenében, miszerint ne provokáljanak harcot. Az uniós balszárnyon C. F. Smith négy dandárjából Jacob Lauman és John Cook ezredesek vezette kettőt a konföderációs állások erejének felderítésére küldött. Csekély veszteségek árán nem tudtak területet nyerni, de Smith egész éjjel folytatta a rajtaütéseket. McClernand szintén vezényelt egy engedélyezetlen támadást a jobb szárnyon. William R. Morrison dandárjának két ezrede W. H. L. Wallace ezredes 48. Illinois-i gyalogezredével karöltve megtámadták a „Redan 2-es” nevű üteget, mely állásaikat bombázta. Isham N. Haynie, az illinois-iak ezredese magasabb ranggal bírt Morrisonnál, így az a támadás megkezdése után elfogadta Haynie vezetését. Ismeretlen okból azonban Haynie nem vette át a parancsnokságot, és mikor Morrison megsebesült, a támadást visszaverték. Néhány sebesült a senkiföldjén összeesve a tüzérség lövedékeitől kigyulladt fűben égve lelte halálát. A visszavert támadások jelentősen növelték Floyd önbizalmát, aki azt táviratozta Johnstonnak, miszerint „Állásaink jók. Azt hiszem a szárazföldi erők ellen sikerrel védekezhetünk.” Grant feljebbvalója ijedezését ismerve nem engedhette meg magának a lelombozódás luxusát. Hallecknek írt beszámolóját azzal zárta: „Teljes bizalommal viseltetek a siker iránt és a katonák is a legjobb hangulatban vannak.”
Grant február 12-én utasította Henry Walke fregattkapitányt, hogy hajózzon fel a folyón és „figyelemelterelés céljából” támadja meg az erődöt. A Carondelet kapitánya 13-án egy darab rendelkezésre álló hajójával (a többi egyelőre az erősítéseket szállította a folyón) az erődtől viszonylag távol maradva tüzet nyitott rá. A helyőrség messzire hordó ágyúival válaszolt. Az egyik találta átütötte a páncélzatot és sokakat megsebesített a gépházban. Walke ideiglenesen pár kilométert visszavonult, majd a kiújuló északi rohamok miatt visszatért és folytatta a bombázást, míg a harc zaja el nem ült a csatamezőn. Floydot az északiak naszádjai jobban aggasztották, mint mezei erejük. Johnstonnak küldött távirata szerint: „Két órányi bombázás után az ellenség visszavonta naszádjait. Vélhetőleg újra fognak próbálkozni.” McClernand megpróbálta katonáit úgy rendezni, hogy állásai elérjenek a folyóig. Nem volt könnyű dolga, mivel az átkarolni igyekezett déliek ekkor valójában több katonával rendelkeztek Fort Donelson alatt, mint az északiak. McClernand erőfeszítéseit a konföderációs üteg nagyban akadályozta, és mikor az ellene intézett támadás meghiúsult, végül úgy döntött, hogy a feladat meghaladja lehetőségeit, melyet Grantnek is jelzett. Grant ezért Donelsonhoz rendelte Wallace Henryben hagyott embereit.
Floyd megérkezte után Pillow a konföderációs balszárny vezetését vette át. Floyd nehezen birkózott meg a feladatokkal, ezért a tényleges döntéseket Pillow-ra és Bucknerre hagyta. Összességében ezen a napon a felek több kisebb összecsapást vívtak, de a hadseregek elhelyezkedését tekintve minden maradt a régiben. Éjszaka mindkét fél leginkább a faggyal küzdött. Idáig sokat esett az eső, február 13-ra virradó éjszaka azonban erős szél támadt, a hőmérséklet –12 °C-ig süllyedt és hóvihar tört ki, mely reggelre 8 centi vastagon hóval borította be a földet. Az ágyúk és a szekerek odafagytak a földhöz. Az ellenséges vonalak közelsége és a mesterlövészek miatt a katonák nem gyújthattak tüzeket, melegedés, vagy főzés céljából, így borzalmas éjszakát szenvedtek végig. Sokaknak takarója és nagykabátja sem volt, mert a Fort Henry-ből való menetelés folyamán a jó időre és a nehéz málhára való tekintettel elhajították.

### Erősítések és ütközet a folyón február 14-én
Valamivel éjfél után megérkezett az uniós flottilla maradéka, ágyúnaszádjai és szállítóhajói fedélzetén erősítést hozva és megkezdték a kirakodást. Ezzel délutánra az uniósok létszáma immár elérte a 25 000-ret, vagy akár a 27 000-et is. Éjjel egy órakor Floyd a szállásának használt Dover Hotelben haditanácsot tartott. Az uniós naszádok láttán általános egyetértésre jutottak abban, hogy az erőd valószínűleg nem védhető meg. Pillownak a terv szerint kitörést kellett indítania, majd az erőd kiürítésével Nashville felé indul a hadsereg. A csapatokat a vonalak mögött átcsoportosították és felkészültek a támadásra, de annak elindulása előtt pár pillanattal egy mesterlövész megölte Pillow hadsegédjét. Pillow általában meglehetősen agresszívan viselkedett harc közben, most azonban megrendült és kihirdette, hogy mivel a szándékot észrevették, a kitörést el kell halasztani. Floydot feldühítette a terv megváltoztatása, de ekkorra már elkésett a kivitelezés.

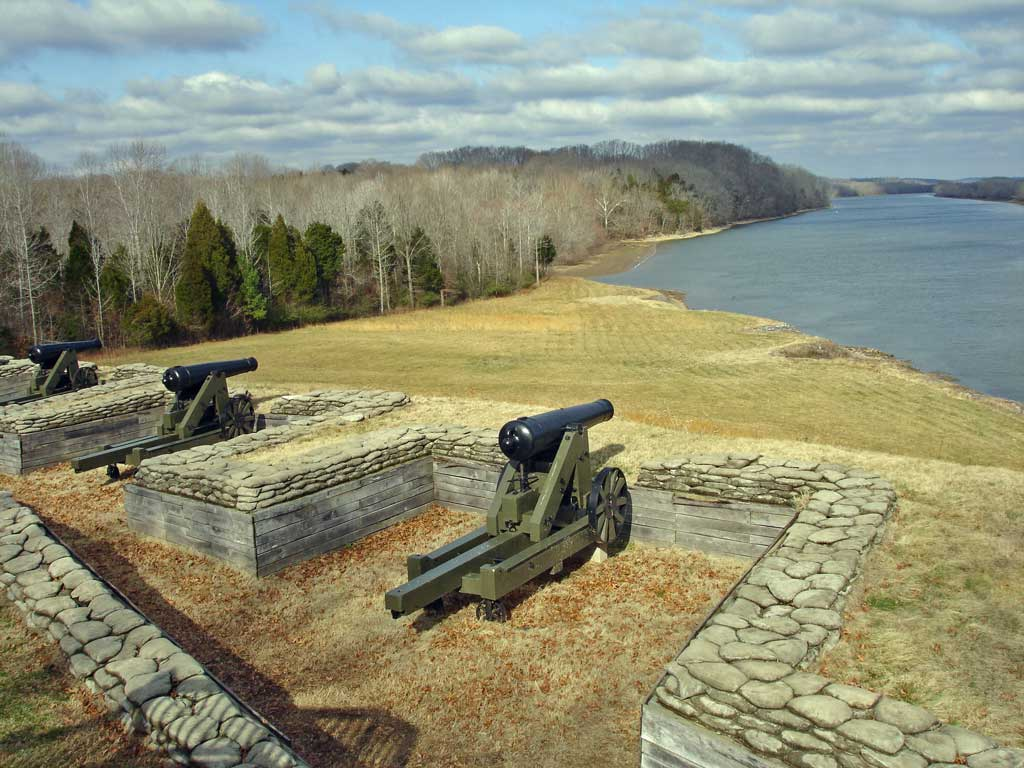
A Cumberland folyót ellenőrző alsó ütegek egy része.

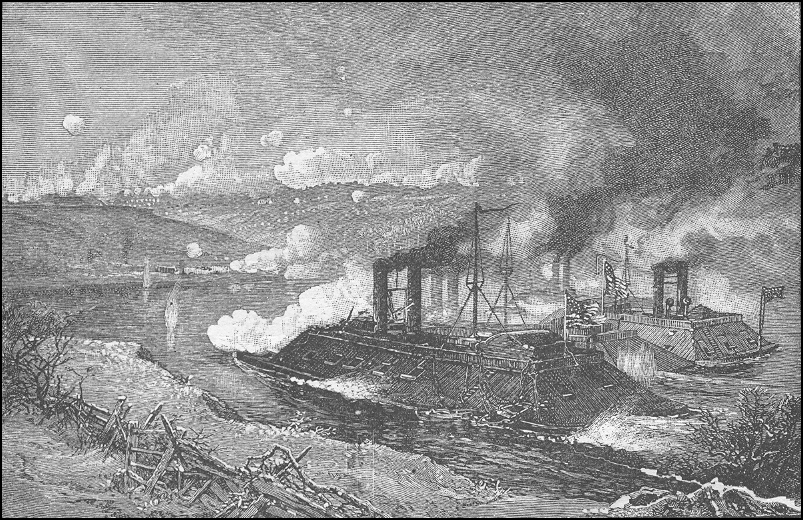
Az erőd és a naszádok összecsapása - egy 1885-ös kiadású könyv illusztrációja.

Ugyanaznap délben Lew Wallace dandárja megérkezett Fort Henry alól és Foote flottillája is megjött délutánra hat naszádjával és tizenkét szállítóhajón újabb 10 000 fő erősítéssel. Wallace az újoncokból John M. Thayer és Charles Cruft ezredesek vezetésére bízva két dandárt képezett, majd a hadosztállyal elfoglalta az uniós vonal közepét. Ez lehetővé tette, hogy McClernand kivonja John McArthur Smith hadosztályába tartozó dandárját a tartalékból és átmozgassa a jobb szárnyra, hogy másnap reggel a Lick patakhoz irányítva további 350 méterrel hosszabbítsa meg az uniós vonalat.
Mihelyt Foote déltájban megérkezett, Grant sürgetni kezdte, hogy támadja meg az erőd ütegeit. Foote szívesebben végzett volna  megfelelő felderítést, de az utasításnak megfelelően naszádjaival délután három órára megközelítette a partszakaszt és megkezdte az erőd bombázását. A Fort Henry sorsáról tájékozódott déliek ugyancsak megilletődtek ettől. Forrest alezredes korábban lelkészként működő beosztottjához fordulva azt mondta: „Az Isten szerelmére, tiszteletes, imádkozzon! A Mindenhatón kívül más nem mentheti meg ezt az erődöt!”. Floyd a flottilla közeledtekor azt táviratozta Johnstonnak: „Az erőd húsz percig sem fog kitartani.” A helyzetet azonban minden fél hibásan értékelte.
A távolból való ágyúzásban a flottilla sikereket ért el az erőd alsó ütegállása ellen, és Foote menekülő délieket vélt látni, azonban a déli tüzérek kitartottak. Mikor a hajók kb. 350 méter közelre értek, az emelkedés miatt nem tudták hatékonyan használni ágyúikat, viszont a déliek célzását jelentősen megkönnyítették. Ebből a szögből lövedékeik ráadásul merőlegesen csapódtak be a naszádok döntött oldalába és jóval nagyobb erővel romboltak, mint korábban, mikor lepattantak a páncélzatról. Összességében másfél óra alatt szétlőtték a Fort Henry alatt oly könnyedén győzedelmeskedő naszádokat. Délután fél ötre a USS St. Louis kormányművét egy találat szétroncsolta és a zászlóshajó tehetetlenül sodródott az árral. A USS Pittsburgh kormányköteleit ellőtték és szintén nem lehetett kormányozni, a USS Louisville-t pedig olyan hevesen lőtték, hogy több léket kapott és kezdett megtelni vízzel. A lékek betömése után a kormánymű megsérülése miatt ez a hajó is kivált az ütközetből. A Carondelet a taton elszenvedett sérülései következtében szintén léket kapott, így a jelentős sérülések következtében a flottilla visszavonult.
Foote maga is megsérült a lábán. A flottillát érő 500 lövésből 59 a St. Louist találta el, 54 a Carondeletet, 36 a Louisville-t és 20 a Pittsburgöt. Foote elszámította magát a támadással, bár mint láttuk, azt Grant erőltette elsősorban. Kendall Gott történész szerint észszerűbb lett volna távol maradni és a messzire hordó ágyúkkal rombolni az erődöt. Szintén lehetséges lett volna egy éjjeli támadással lerohanni az ágyúkat az 1863-as vicksburgi hadjáratban alkalmazott taktikához hasonlóan, mert a nem mozgatható parti ütegeken túljutva Ford Donelson védtelenné vált volna.
Nyolc tengerész meghalt és 44-en megsebesültek, akik közül hárman szintén meghaltak, közte a sebesüléséből felépülni nem tudó Foote is. A konföderációs katonáknak haja szála sem görbült meg, de előző nap Joseph Dixon százados meghalt a Carondelet bombázásakor. Az uniós hadsereg elzárta a konföderációs menekülési útvonalat, és a flottilla, noha sérülten de továbbra is ellenőrizte a folyó alsó részén való közlekedést. Ha Fort Henrynél a flottilla megmutatta mire képes, akkor Fort Donelson alatt kiderült, hogy mire nem képes. Az összecsapás második felében Floyd megkönnyebbülten azt jelentette: „Az erőd kitart. Három naszád visszavonult, már csak egy tüzel.” Az ütközetet szintén végignéző Grant megértette, hogy ha sikert akar elérni Fort Donelsonnál, akkor azt a flottilla jelentős támogatása nélkül, szárazföldön kell kiharcolnia. A szállására visszatérve Halleck törzsfőnökének ebben a szellemben küldött táviratában azt írta: „A látottak arra utalnak, hogy elhúzódó ostrom készül. ... Féltem újonc katonáimat az erőd megrohamozásának kimenetelétől.” Jelentette, hogy több lőszert és ellátmányt rendel mert lehetséges, hogy hosszabb ideig ott kell berendezkednie. Ennek ellenére biztosította Hallecket, hogy „Biztos vagyok benne, hogy végül sikerül lerombolni az erődöt.”

### A február 15-i kitörési kísérlet

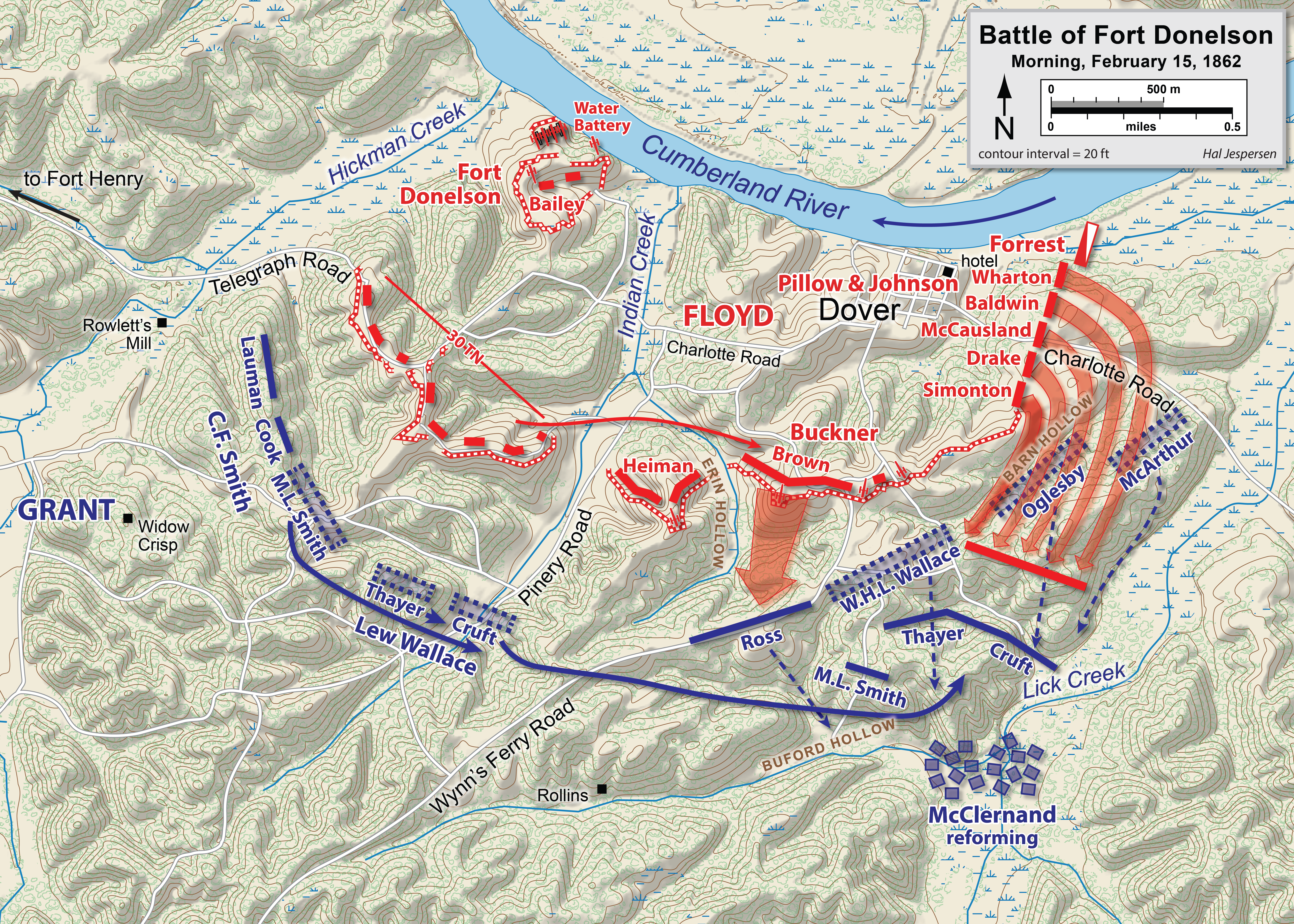
A február 15-i konföderációs kitörési kísérlet

A váratlan győzelem ellenére a konföderációs tábornokok továbbra is szkeptikusak voltak esélyeikkel kapcsolatban és újabb késő éjjeli haditanácsot tartottak, ahol újra a kitörés mellett határoztak. Február 15-én hajnalban Pillow támadást indított McClernand hadosztályának védtelenebb jobb oldala ellen. Az északi katonák képtelenek voltak a fagyban aludni, ezért a meglepetés nem volt teljes, de Grantet mindenesetre sikerült megtéveszteni. A sebesült Foote beszélni akart vele, így nem számítva semmilyen támadási kísérletre még hajnalhasadás előtt elindult a folyón lejjebb horgonyt vetett hajókhoz. Grant utasításai szerint hadosztályparancsnokai nem mozdulhattak állásaikból és senki nem volt kijelölve a távollevő parancsnok helyettesítésére.
A déli haditerv szerint Pillow csapatainak el kellett söpörni McClernand hadosztályát, elfoglalni a Nashville felé vezető fő útvonalat képező a Wynn's Ferry és a Forge utakat. Buckner dandárjainak a Wynn's Ferry úton kellett mozognia és hátvédet képeznie a hadsereg többi része mögött mialatt az keletre vonul vissza. A 30. Tennessee gyalogezrednek kellett az állásokban maradnia és az északiak üldözését megakadályozni. A támadás lendületesen indult és két órányi kemény harc után Pillow visszanyomta McClernand csapatait és megnyitotta a menekülés útvonalát. A nyugati hadszíntéren ekkor hallották az északi katonák először a hírhedt, idegborzoló déli csatakiáltást, az úgynevezett rebel yellt.
A támadás elsősorban McClernand csapatainak rossz elhelyezése és tapasztalatlansága folytán járt sikerrel, valamint Nathan Bedford Forrest lovasságának oldaltámadása folytán. Richard Oglesby és John McArthur ezredesek dandárjait érte a legkeményebb csapás, ezért rendezetten visszavonultak újraszerveződés és lőszervételezés céljából. Reggel nyolc óra körül McClernand üzenetet küldött Lew Wallace-nak segítséget kérve, de Wallace a kapott utasítások miatt nem érezte magát felhatalmazva, hadosztályát elmozdítsa, ezért elutasította a kérést. Wallace futárt küldött Grant szállására további utasításokért. Eközben McClernand katonáinak lőszere kifogyóban volt, de visszavonulásuk még nem csapott át menekülésbe. A korábban hadtáptisztként szolgáló Grant hadserege ekkoriban még nem tanulta meg, hogyan kell tartaléklőszert és ellátmányt vinni a tűzvonalban küzdő frontegységekhez. A Wallace táborába érkező második futár már zaklatottan azt kiabálta, hogy „a jobbszárnyunk menekül! ... Az egész hadsereg veszélybe került!”. Ezúttal Wallace saját felelősségére küldött egy dandárnyi segítséget Charles Crufttal az élén. Crufték igyekeztek Oglesby és McArthur helyét átvenni, de megérkezve meg kellett állapítaniuk, hogy Pillow csapataiba botlottak és máris az oldalukat fenyegető támadás bontakozott ki, így aztán ők is visszavonultak.
A déliek számára sem ment minden zökkenőmentesen. Reggel fél tízkor az uniós frontdandárok visszavonulásakor Forrest azt sürgette, hogy Bushrod Johnson minden erejével indítson támadást a felbomló csapattestek ellen. Johnson ehhez túl óvatos volt, de abba beleegyezett, hogy a gyalogság lassan haladjon tovább előre. Az ütközet kezdete után két órával Pillow észrevette, hogy Buckner balszárnya nem csatlakozott a támadáshoz. A két tábornok összezördülése után Buckner csapatai megindultak és Pillow csapataival karöltve megtámadták W. H. L. Wallace dandárját. Ezáltal a Forge út és a Wynn's Ferry út kulcsszakaszai déli ellenőrzés alá kerültek, tehát megnyílt az elvonulás útja Nashville felé., de Buckner késlekedése időt adott Lew Wallace-nak McClernand hátráló hadosztályának stabilizálására, mielőtt azok teljesen megfutottak volna. A Thayer dandár segítsége időt adott a szétesett hadosztály újraszervezésére és Wallace tartalékaiból lőszert is kaptak. Wallace eredeti vonalait csak a 68. ohiói gyalogezred védte ekkor.
A déliek támadása délután fél egykor ért véget, mikor Wallace és Thayer uniós csapatainak sikerült egy új védelmi vonalban megszilárdítaniuk az ellenállást a Wynn's Ferry út mindkét oldalán. A déliek háromszor rohamozták meg ezt a vonalat, majd a puskák lőtávolságán kívülre, kb. 800 méterre visszahúzódtak. Ezzel együtt azonban a reggel a déliek győzelmét hozta, mivel az uniós csapatokat 3-5 kilométerrel visszavetették, s megnyitották az utat a menekülés előtt.
A mit sem sejtő Grantet kora délután értesítette hadsegédje az ütközetről. Elsőként Charles F. Smith-nél tett látogatást és az 5. missouri és a 11. indianai ezredet áthelyeztette a jobb szárnyra. Ezután 12 kilométerrel arrébb a jeges úton megtalálta McClernand és Wallace táborát. Grant viszolygott a zűrzavar és a vezetés hiánya felett. McClernand elégedetlenkedését („ennek a hadseregnek parancsnokra van szüksége”) szimplán tudomásul véve annyit mondott: „Olybá tűnik. Uraim, a jobbszárny (elvesztett) állásait vissza kell szereznünk.”
Szokásához hűen nem esett kétségbe a konföderációs támadástól. Visszaútján újra ágyúzást hallott, ezért gyanítva csapatai demoralizált állapotát, Foote-tól támogatást kért. Amikor kiderült, hogy a konföderációs katonák némelyik háromnapi élelemmel megrakodva harcol, némelyek azt a következtetést vonták le, hogy a küzdelmet akár három napig is folytatni fogják. Grant rögtön megértette, hogy kitörést kísérelnek meg. Szárnysegédjének azt mondta: „Amelyikünk most elsőnek tud támadni, az fog győzni. Az ellenségnek kapkodnia kell magát, ha meg akar előzni benne.”

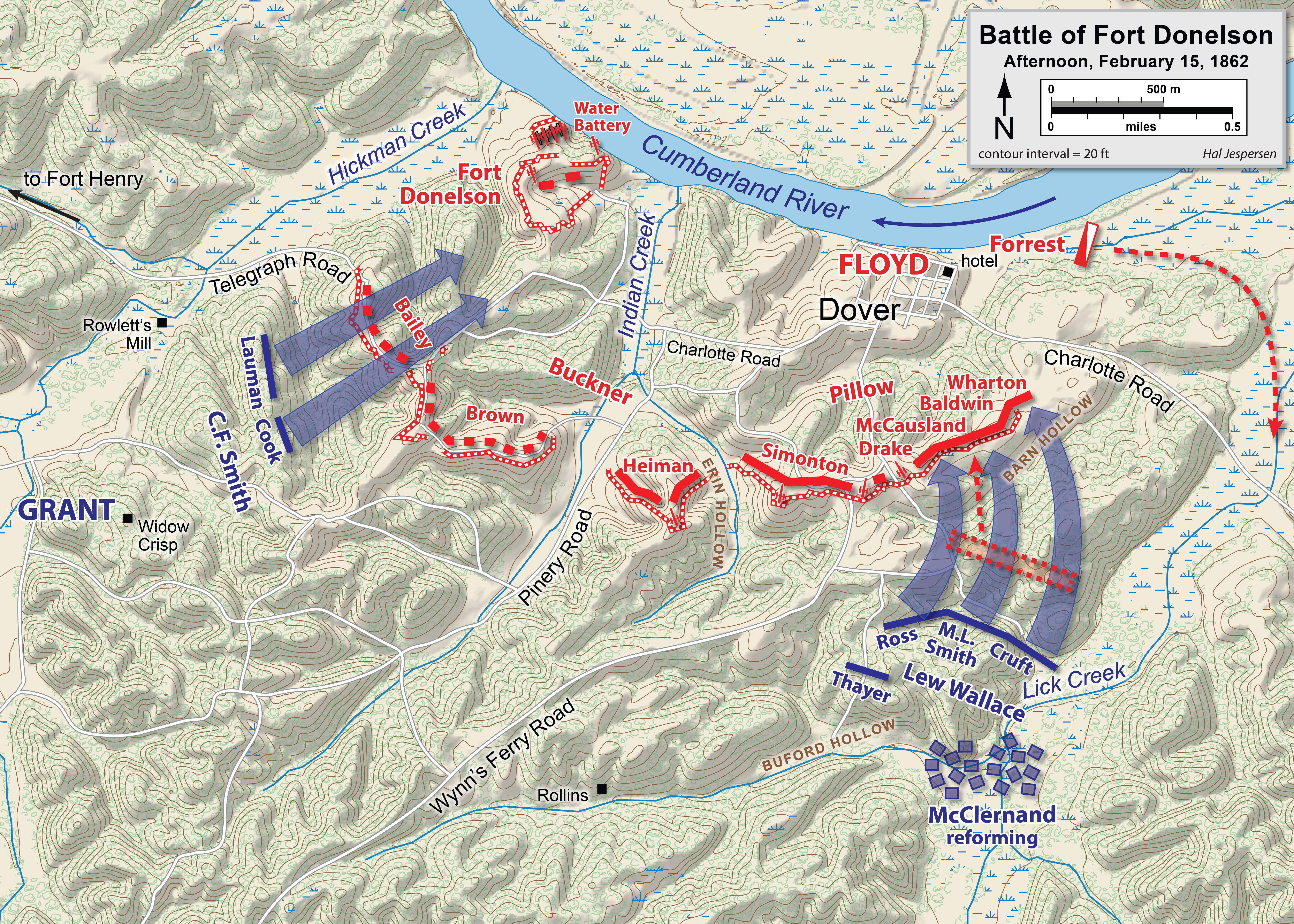
Az uniós ellentámadás február 15-én délután.

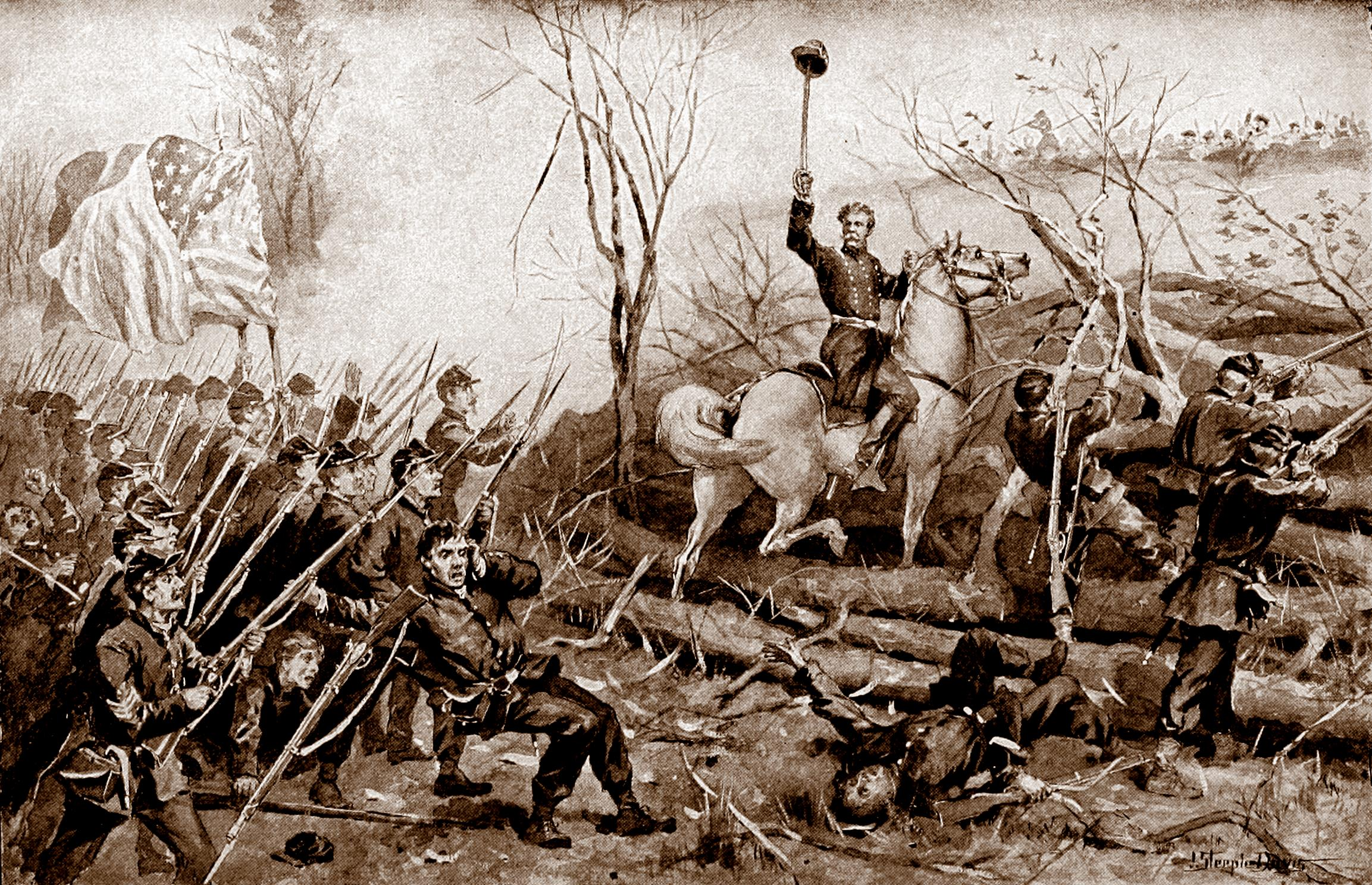
1897-es rajz Grant támadásáról, mely C. F. Smith-t ábrázolja katonáit lóhátról irányítva.

A déliek pedig kezére játszottak ebben. Floyd és Buckner döbbenten értesült, hogy a sikeres délelőtti támadás ellenére Pillow fél kettőkor elrendelte a visszavonulást a kiindulási állásokba. A szerepek megfordultak: az eddig pesszimista Buckner energikusan kérdőre vonta a lélekjelenlétét elvesztő Pillow-t. Forrest beszámolt róla, hogy a délnek vezető út nyitva van, csak egy ponton a jeges patak derékmagasságig elöntötte. A tábori sebész nem javasolta ennek használatát, tartva tőle, hogy az elázott katonák megfagynának útközben. Jelentés érkezett arról is, hogy Grant hadseregében C. F. Smith hadosztálya újabb 10 000 fős erősítést kapott és Floyd már eddig is abban a hitben volt, hogy az északiak létszámfölénye négyszeres. Floyd felül akarta bírálni a parancsot, de hagyta magát meggyőzni Pillow által, aki azt hangoztatta, hogy katonáinak újrarendeződésre és ellátmányra van szükségük mielőtt elhagynák az erődöt. Floyd a teljes déli hadsereget visszarendelte Fort Donelson állásaiba, a teljes területnyereséget feladva, és elhatározta, hogy egyik hadtestét kimenekíti, míg a másik hátramarad fedezni és aztán megadja magát.
Grant hamar ki akarta használni a lehetőséget, s azt mondta Smith-nek: „A jobbszárnyon minden elveszett; magának kell bevennie Fort Donelsont.” Smith azt felelte: „be fogom”, majd támadásra készítette fel két megmaradt dandárját. A Lauman dandár intézte a fő támadást James Tuttle ezredes 2. iowai ezredével annak élén, Cook dandárja dandárja pedig hátra és jobbfelé biztosított, valamint elterelő támadást intézett. Mivel a déli állásokat mindössze a John W. Head ezredes 30. tennessee-i ezrede védte, az északiak gyorsan elfoglalták a külső védővonalat. Két órányi ellentámadással sem sikerült kivetni őket az elfoglalt árkokból. Grant ezzel estére Fort Donelson elfoglalásának küszöbére érkezett. A folyót biztosító ütegek kikapcsolásával a déli hadsereg nem tud védekezni a naszádokkal szemben, márpedig valószínűnek tűnt, hogy másnap reggel az uniós gyalogság ellenőrzése alá tudja majd vonni őket.
Eközben az uniós jobbszárnyon Lew Wallace támadóoszlopba rendezett három dandárt (egyet-egyet minden hadosztályból) és megpróbálta visszavenni az elvesztett állásokat. A támadók derékhadát saját dandárja képezte Cruft és Leonard F. Ross dandárja pedig kétoldalra került. Wallace előrenyomulást vezényelt. A zuávék taktikája szerint gyors előrenyomulásokkal fedezékről fedezékre vetődve haladtak. Fél hatra visszafoglalták a reggel elvesztett állásokat, éjjelre pedig a konföderációsokat visszanyomták kiinduló pozícióikba. Grant a reggel folytatandó támadást tervezésébe kezdett, és nem törődött a Pillow-támadás által megnyitott út teljes lezárásával.

### Menekülés (február 16.)

Dover Hotel, Floyd szállása és a fegyverletétel helye.

Floyd és Pillow mindketten elégettek voltak saját teljesítményükkel, mivel parancsuk első részét, Hardee hadserege nashville-i visszavonulását biztosították. Az ostrom alatt Hardee elérte Nashville-t, így már nem fenyegette, hogy Buell és Grant közrefogja. Mivel tudomásuk szerint óriási túlerővel álltak szemben és a küzdelmet mégis felvállalva előző nap nagy haditettet vittek véghez, azt táviratozták Johnstonnnak, hogy nagy győzelmet arattak. Buckner viszont közölte, hogy kétségbeejtő helyzetben vannak, melyet az uniós erősítések csak rontanak. Az éjjel fél kettőkor tartott végső haditanácson Buckner azt jelentette, hogy ha C. F. Smith reggel támad, akkor nagyjából fél óráig tud kitartani és hogy becslése szerint az erőd további védelme 75%-os veszteséghez vezetne. Buckner érvei eldöntötték a kérdést. A nagyarányú menekülés most már bonyolultnak tűnt. A folyami szállítóhajók a sebesültekkel elindultak Nashville-be és nem fognak visszatérni időben, hogy a parancsnokokat kimenekítsék.
Floyd abban a hitben volt, hogy fogságba esése esetén jogi eljárás alá fogják helyezni a Buchanan-kabinetbeli tevékenysége folyamán elkövetett korrupcióért, ezért átadta a parancsnokságot Pillow-nak. Pillow esküt tett a konfliktus kezdetén, hogy vagy kivívja a függetlenséget, vagy meghal, de nem adja meg magát. Mivel meghalni még nem akart, szintén a menekülés mellett döntött és továbbadta a parancsnokságot Bucknernek. Buckner Kentucky-ban élt a háború előtt és ez az állam immár elveszni látszott a Dél számára, ezért Bucknerben nem tombolt a harci láz. Beleegyezett, hogy ő lesz a rangidős tiszt, aki leteszi a fegyvert az északiak előtt, noha tudta, hogy ezért határtalan megvetés lesz az osztályrésze Délen. Ezenkívül tudott volt, hogy Buckner pénzzel segítette ki régi west pointi évfolyamtársát, Grantet, mikor 1854-ben alkoholizmus miatt távoznia kellett a hadseregből és nem volt elég pénze hazatérnie szülőföldjére Kaliforniából. Ez reményt nyújtott arra nézve, hogy a lovagiasság szellemében Grant viszonozni fogja a szívességet.
A haditanács negyedik tagja, Nathan Bedford Forrest alezredest azonban nem ilyen fából faragták. Az általános meghunyászkodás láttán felháborodva bejelentette: „Nem azért jöttem ide, hogy embereim megadják magukat.” Buckner egyetértett, hogy a lovasság kimenekülhet, amennyiben ezt még azelőtt elkezdi, hogy a fegyverszüneti tárgyalások megkezdődnének. Floyd, Pillow és Forrest elhagyta a szállodát, Buckner pedig nekilátott Grantnek küldendő üzenete megírásának, melyben a fegyverletétel feltételeinek kimunkálása céljából aznap 12 óráig tartó fegyverszünetet javasolt. Az éjszaka folyamán egy szállítóhajó érkezett 400 fő erősítéssel Donelson alá, akik mindjárt le is tehették a fegyvert az északiak előtt. Floyd a hajót arra használta, hogy négy ezrednyi virginiait áthajózzon a Cumberland túloldalára, majd Buckner értesítést küldött, hogy a tárgyalás megkezdődött és aki most nem megy el, az végleg maradni fog. A virginiaiak menekülését fedezni kirendelt mississippi-i ezred ezt dühöngve és ordítozva vette tudomásul. Pillow már éjszaka útra kelt, de neki csak egy kis vitorlás jutott, mellyel törzsfőnökén kívül senki mást nem tudott elszállítani. Forrest és lovassága teljesen háborítatlanul kijutott a Lick patak által elárasztott úton keresztül. Minden lovon ketten ültek, mert Forrest annyi gyalogost is ki akart menteni, amennyit csak tudott. Meggyőződése szerint az egész hadsereg kijutott volna ugyanezen az úton, ahogy ezt a haditanácson is javasolta. Jelentése szerint: „Egyetlen puskalövést sem adtak le ránk. Egyetlen ellenséges katonát sem láttunk, vagy hallottunk.” Buckner azonban őröket állított, hogy ilyesmit ne kísérelhessenek meg.

## A fegyverletétel (február 16.)
Mikor Buckner hírnökei február 16-án reggel fehér zászló alatt át akartak jutni az uniós vonalakig, a hadosztály katonái értetlenül figyelték őket. Az előző napi sikerekből ítélve azt gondolták, hogy újabb összecsapást fognak vívni. A hírnököknek nehézséget okozott átjutni a vonakodó katonákon, de eljutottak az ellenséges hadosztályig. Átadták üzenetüket C. F. Smithnek, aki Granthez vitte. Grant Smith véleményét kérte. A hivatásos veterán azt felelte: „Az átkozott felkelőknek nem jár semmilyen feltétel!” Grant lakonikusan rövid válaszában feltétel nélküli megadást követelt, méghozzá azonnal.

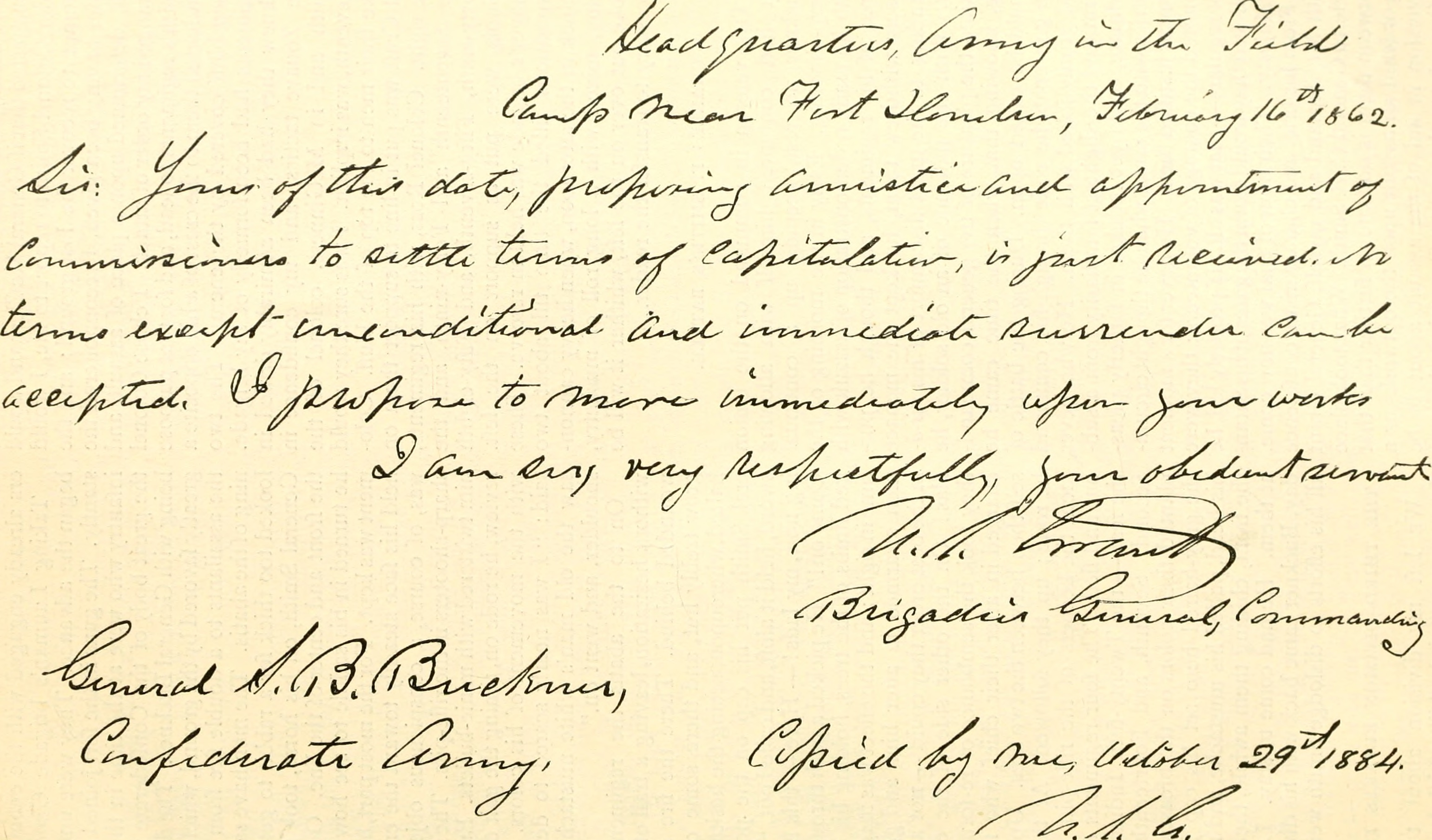
Grant válasza.

Uram: Az Ön fegyverszüneti javaslatát és a fegyverletétel feltételeit kimunkáló megbízottak kijelölését célzó javaslatát kézhez vettem. A feltétel nélküli megadáson kívül semmi mást nem fogadunk el.
Szándékomban áll haladéktalanul az Ön állásai ellen vonulni.
Maradtam teljes tisztelettel:
az Ön alázatos szolgája
U. S. Grant
ddtb.
Grant nem blöffölt, Smith egységei a környező állások elfoglalása után meg tudták rohamozni az erődöt és más hadosztályok segítsége mellett megkapták erre a parancsot. Buckner nem erre számított. Buckner az első magát megadó konföderációs parancsnok volt, s emiatt Robert Anderson, Fort Sumter ostromának uniós vezetőjéhez érezte hasonlónak helyzetét, akinek P. G. T. Beauregard méltóságteljes elvonulást biztosított, fegyverei megtartását, díszsortűz leadását a hazája tiszteletére, lobogójának ünnepélyes levonását és hazavitelét. Buckner végtelenül csalódott volt, és így válaszolt:
|  | „Uram: A vezetés körülményeiben beállt váratlan változás folytán az én parancsnokságom alá került erők nagysága és az Ön rendelkezésére álló lehengerlő túlerő következtében, dacára a konföderációs hadak tegnap elért kimagasló sikerének, kénytelen vagyok elfogadni szűkkeblű és lovagiatlan feltételeit.” |
|  | |

Grant elfoglalta Buckner szállását a Dover Hotelben, de udvariasan bánt Bucknerrel, pénz ajánlott, hogy bebörtönöztetése során segítse, amit Buckner visszautasított. A fegyverletétel személyes megaláztatást jelentett Buckner számára és stratégiai jelentőségű vereséget a Konföderációnak. 12 000 katonát, 48 löveget, rengeteg felszerelést és a Cumberland folyó feletti ellenőrzést is elvesztették, ami Nashville kiürítését vonta maga után. Buckner sok olyan felszerelést is az unió kezére adott, melyet Grant csapatai erősen hiányoltak addig.
A megadás formalitások és ceremónia nélkül ment végbe. A foglyok ejtését a háború ezen szakaszában nem kezelték a későbbiekhez fogható komolysággal. A nem sokkal korábban még egymást lövő ellenségek elkeveredtek a csatatéren. Egy északi újságíró megfigyelése szerint a határállamok konföderációs katonái másképp viselkedtek, mint a Mély-Délről származók. Az előbbieket nem verte le túlságosan a megadás, míg utóbbiak dühödtek és hallgatagok voltak. A tisztek ellenségesek maradtak. Egy másik helyszínen levő újságíró megállapítása szerint az egyszerű emberek keveset törődtek vele, hogyan végződik a háború, amíg hamarosan véget ér. Mivel Grant nem adott utasítást a foglyokkal való bánásra, ezért több ezren közülük egyszerűen átsétáltak a sorok közt és elmentek, amerre jónak látták. Bushrod Johnson is köztük volt és később azt mondta: „Egyetlen emberrel sem találkoztam, aki el akart volna távozni és ellenkezésbe ütközött volna.” Grant, aki több foglyot ejtett, mint az összes többi északi tábornok együttvéve úgy vélte: „Sokkal kisebb gond legyőzni őket, mint a foglyokat ellátni.” Bucknernek azt mondta, hogy Pillownak felesleges volt annyira sietnie a meneküléssel. „Ha a fogságomba esik, elengedtem volna. Sokkal inkább szeretném a ti vezetőtöknek tudni, mintsem fogolynak.”
Így a több mint 12 000 magát megadóból csak 7000 hadifoglyot szállítottak Fort Donelsonból a chicago-i Camp Douglas-be, az Indianapolis-ban levő Camp Morton-ba és más északi fogolytáborokba. Bucknert a bostoni Fort Warren erődjében tartották fogva 1862. augusztus 15-ig, mikor önéletrajza szerint George A. McCall dandártábornokért cserébe szabadon eresztették.

## Az ütközet utóhatása

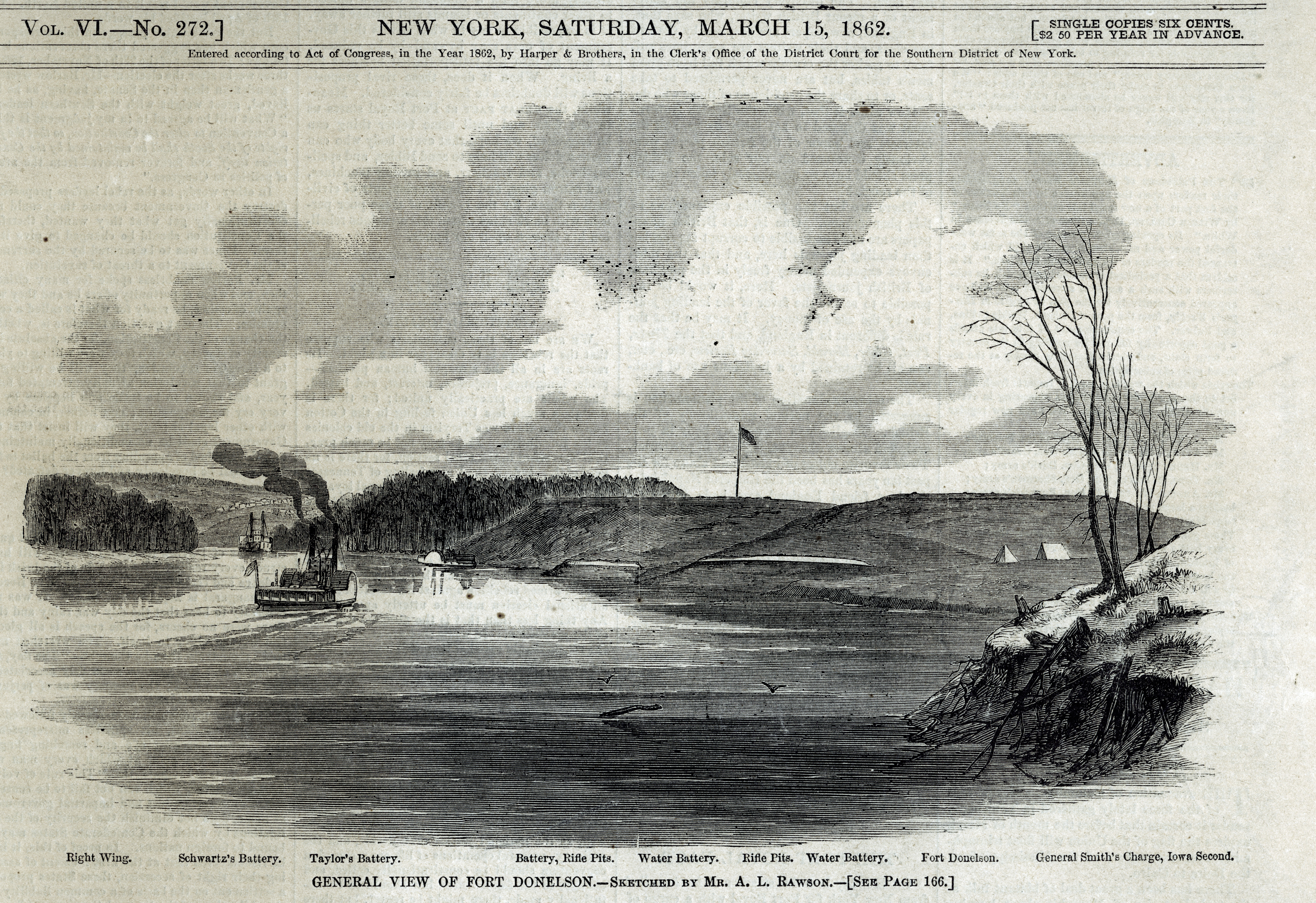
A Donelson-erőd látképe - A. L. Rawsom alkotása, mely a Harper's Weekly magazinban 1862. március 15-én jelent meg.

A Fort Donelson mellett vívott összecsapások súlyos veszteségekkel jártak, elsősorban a nagyarányú konföderációs fegyverletétel miatt. Mindkét oldal közel ezer katonát vesztett halottakban, és további 3000 hevert sebesülten a csatamezőn, melyek közül néhányan megfagytak a hóviharban, mivel pár nappal korábban sok uniós katona elhajította pokrócait és kabátját. Az uniós veszteségek 2691 főre rúgtak, melyből 507 halott, 1976 sebesült és 208 eltűnt/fogságba esett volt. A konföderáció 13 846 főt vesztett, 327 halottal, 1127 sebesülttel és 12 392 fogságba esett/letűnt katonával.
Északon megkongatták a harangokat és ágyúkat sütöttek el a hírek hallatán. A Chicago Tribune azt írta: „Chicago őrült örömmámorban úszott.” Fort Henry és Fort Donelson az első jelentős uniós győzelmet jelentették a háború folyamán és megnyitották két nagy folyót a Dél hátországa felé. Grantet az önkéntesek vezérőrnagyává léptették elő. Az újságok arról írtak, hogy Grant szivarral a fogai közt aratta győzelmét, ezért csodálói mindenfelől szivarokat küldözgettek számára. Grant valószínűleg részben a rengeteg dohányzástól végül torkát megtámadó rákbetegségben halt meg, ám egyelőre ártalmatlanná tette Albert Sidney Johnston rendelkezésére álló erők kb. egyharmadát, melyek igencsak hiányoztak két hónappal később, a shiloh-i ütközetben. Johnston maradék erői 320 km-nyire elszakadtak egymástól, és Nashville és Columbus között most már Grant hadsereget a folyók és vasútvonalak ellenőrzésével elvágta az összeköttetést. Buell hadserege Nashville-t fenyegette, míg John Pope csapatai pedig Columbust. Johnston február 23-án kiürítette Nashville déli viszonylatban fontos ipari centrumát, Columbust pedig március 2-án adták fel. Kentucky egésze és Tennessee állam túlnyomó része ezáltal uniós ellenőrzés alá került, de ismétlődő konföderációs támadások és portyák célpontjává vált.
Az ütközet helyszínét a National Park Service működtette Fort Donelson National Battlefield katonai nemzeti park őrzi meg eredeti alakjában.

### Memoárok és elsődleges források
- U.S. War Department, The War of the Rebellion: a Compilation of the Official Records of the Union and Confederate Armies. Washington, DC: U.S. Government Printing Office, 1880–1901.

## Külső hivatkozások
- Battle of Fort Donelson: Battle Maps, histories, photos, and preservation news (Civil War Trust)
- Animated history of the Battles of Forts Henry and Donelson
- Newspaper coverage of the Battle of Fort Donelson Archiválva 2010. június 8-i dátummal a Wayback Machine-ben
- Photographs of Fort Donelson Battlefield Archiválva 2016. március 7-i dátummal a Wayback Machine-ben
- Battles for Forts Henry, Heiman & Donelson
- BATTLE OF FORT DONELSON
- American Civil War: Battle of Fort Donelson Archiválva 2015. szeptember 6-i dátummal a Wayback Machine-ben
- The Battle of Fort Donelson, Tennessee
- Battle of Fort Donelson
- Battle of Fort Donelson: Brief Summary of Location, Strategies, and Casualties
- Battle of Fort Donelson - Bombardment
- Siege of Fort Donelson, 12–16 February 1862

## Fordítás
- Ez a szócikk részben vagy egészben  a   Battle of Fort Donelson című angol Wikipédia-szócikk ezen változatának fordításán alapul.  Az eredeti cikk szerkesztőit annak laptörténete sorolja fel. Ez a jelzés csupán a megfogalmazás eredetét és a szerzői jogokat jelzi, nem szolgál a cikkben szereplő információk forrásmegjelöléseként.